# Santo André (São Paulo)
Santo André (IPA: [sɐ̃twɐ̃ˈdɾɛ]) is een Braziliaanse stad in de staat São Paulo, op 18 km van  São Paulo city, in de meest geïndustrialiseerde streek van Brazilië. Het maakt deel uit van de "ABC regio" (A = Santo André, B = São Bernardo do Campo, C = São Caetano do Sul). De stad telt ongeveer 740.000 inwoners. 
De nederzetting, die in 1553 stad werd onder de naam Santo André da Borda do Campo begon sinds de jaren 1930 snel te groeien. Oorspronkelijk werd het São Bernardo genoemd, omdat het district bij de zee van de stad gelegen was in São Bernardo do Campo. In 1938 kreeg de gemeente haar huidige naam, Santo André, en werd het district aan de zee overgeheveld naar Santo André. De industriële activiteiten behelzen chemie, aardolie, metallurgie en drukkerij. 
In 1867 werd het bereikbaar langs de spoorweg, de "São Paulo Railway Co." of "Estrada de Ferro Santos Jundiaí". In 1954 werd de stad ook de zetel van het bisdom Santo André.

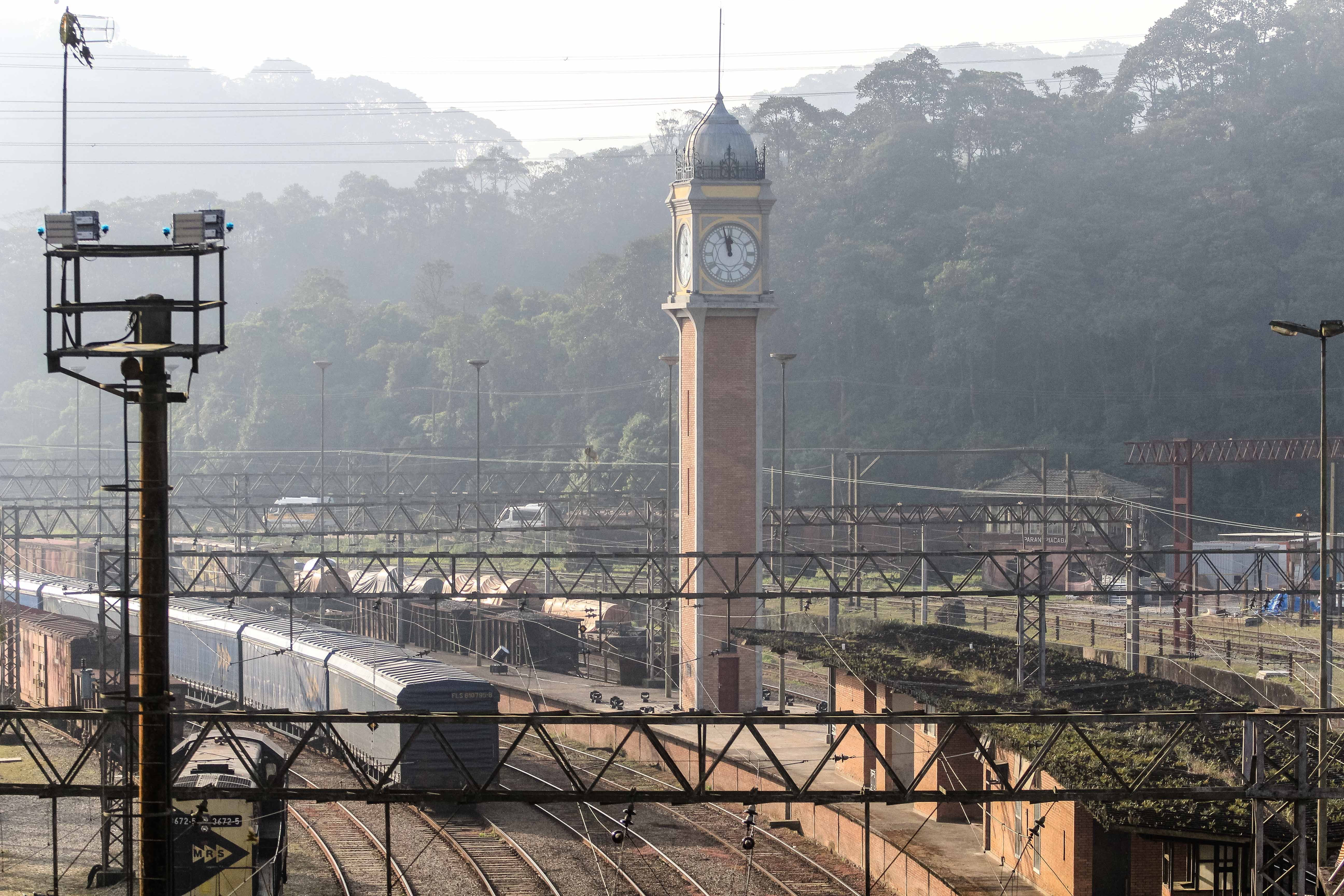
Klokkentoren van het station in Paranapiacaba in de gemeente Santo André

## Aangrenzende gemeenten
De gemeente grenst aan Cubatão, Mauá, Mogi das Cruzes, Ribeirão Pires, Rio Grande da Serra, Santos, São Bernardo do Campo, São Caetano do Sul, São Paulo en Suzano.

## Geboren
- Jair da Costa (1940-2025), voetballer
- Edson Cordeiro (1967), zanger
- Rodrigo Fabri (1976), voetballer
- Claudemir Jerônimo Fernandes Barretto (1981), Duits-Braziliaans voetballer, ook bekend als "Cacau"
- Edinaldo Gomes Pereira (1988), voetballer, ook bekend als "Naldo"
- Bruno David Roma (1989), voetballer
- Guilherme dos Santos Torres (1991), voetballer, ook bekend als "Guilherme"
- Samuel Lino (1999), voetballer